# Banque Marcuard & Cie
La banque privée Marcuard & Cie, fondée par Johann Rudolf Marcuard en 1746, est une banque bernoise acquise en 1919 par le Crédit Suisse. 
L'une des premières banques de Suisse, elle devient rapidement l'une des plus grandes banques du XVIIIe siècle. Aujourd'hui encore, de nombreuses entités Marcuard sont actives à travers le monde, fondées par les descendants de la famille Marcuard.

## Histoire
Comme beaucoup de banques privées de l’ère pré-moderne, la banque privée Marcuard trouve son origine dans l’activité commerciale.
Johann Rudolf Marcuard (1721–1795), actif dans le commerce indien (vente de caoutchouc indien imprimé et importation de caoutchouc arabe et d'indigo ), se spécialise de plus en plus dans les transactions et paiement internationaux associées au commerce de titres.
En 1746, lui et un associé ouvrent la banque privée « Marcuard & Morel », qui à partir de 1755 s'appelle « Jean Rodolphe Marcuard & Cie ». 
Sous la direction de Samuel Friedrich Marcuard (1755-1820) et de Johann Konrad Beuther, la banque, connue de 1775 à 1825 sous le nom de « Marcuard, Beuther & Cie », est devenue l'une des banques les plus importantes du XVIIIe siècle, avec des correspondants dans les métropoles européennes comme Vienne, Paris, Copenhague, et Amsterdam parmi d'autres. 
Un grand nombre de puissances européennes font appel à ses services, dont l'Autriche, en besoin de capitaux à la suite de la Guerre de Sept Ans. Parmi les nombreux emprunts émis par la banque Marcuard à ses clients, nous trouvons notamment Marie-Thérèse d'Autriche, Nicolas Ier Joseph Esterházy, et différentes cours (Turin, Suède, Danemark, Angleterre, France) européennes.
La banque était située Amthausgasse 14 jusqu'en 1821. Puis elle déménagea à la Marktgasse 1 – appelée « Marcuard & Cie » à partir de 1826 – avant de déménager à partir du milieu du 19e siècle à la Marktgasse 51. Du début du siècle jusqu'en 1919, date à laquelle elle fut reprise par le Crédit Suisse avec son personnel et son portefeuille, elle était basée à la Christoffelgasse 4.